# The Great Khali
Dalip Singh Rana, også kendt som The Great Khali (født 27. august 1972) er en indisk wrestler og skuespiller. Han er 2,16 meter høj.